# Fyholiwka
Fyholiwka (ukr. Фиголівка) – wieś na Ukrainie, w obwodzie charkowskim, w rejonie kupiańskim, w hromadzie Dworiczna. W 2001 liczyła 104 mieszkańców.